# Planinarsko sklonište Vickov stup
Vickov stup (1325 m. i. J.) je planinarsko sklonište na jednom od vrhova planine Mosor.
To je deseterokutna kula, promjera 2 m, visine 3 m, sastavljena od čeličnih ploča, sapeta čeličnom užadi za okolne stijene da je vjetar ne odnese. U njoj može sjesti, i od nevremena se zakloniti, devet planinara. Podignut je na mosorskom grebenu, iznad planinarskog doma Umberto Girometta, na visini od 1325 m.
Podignut je velikim entuzijazmom članova tadašnjeg Arsenala, planinarske sekcije Radničkog sportskog društva Brodosplita (danas Planinarski klub Split), što objašnjava njegovu specifičnu građu i konstrukciju (otpadni brodski limovi, užad). Odluka o izgradnji skloništa donesena je 1951. na godišnjoj skupštini PK Split, pri čemu su planinari bili inspirirani Aljaževim stolpom na vrhu slovenskog Triglava. Sklonište je svečano otvoreno pred 200 nazočnih 27. srpnja 1952.
Vickov stup je najvjerojatnije nazvan po splitskom komunističkom revolucionaru i političaru Vicku Krstuloviću, koji je u vrijeme otvaranja skloništa obavljao funkciju predsjednika Prezidija Sabora NR Hrvatske.

## Vanjske poveznice
- Planinarsko sklonište Vickov stup